# Gilberto Osorio
Gilberto Horacio Osorio Tobón (Colombia siglo XX) es un exfutbolista y entrenador colombiano jugaba como defensor, desarrollo toda su carrera como futbolista en el club Atlético Nacional, es el segundo jugador con más partidos jugados en el cuadro verde (512), solo superado por Alexis García.

## Clubes
| Club                | País                | Año                 | Partidos | Goles |
| ------------------- | ------------------- | ------------------- | -------- | ----- |
| Nacional            | Colombia            | 1959 - 1973         | 512      | 0     |
| Total en la carrera | Total en la carrera | Total en la carrera | 512      | 0     |

## Como entrenador
| Club                | País     | Año         |
| ------------------- | -------- | ----------- |
| Once Caldas         | Colombia | 1975 - 1977 |
| Deportivo Pereira   | Colombia | 1982        |
| Nacional            | Colombia | 1984        |
| Total en la carrera |          |             |